# چهرگشنسپ
چهرگشنسپ از سرداران ارتش ایران در دوران ساسانیان و از خاندان سورن بود که از سال ۵۶۴ تا زمان کُشتنش در ۲۳ فوریه ۵۷۲ بدست شورشی ارمنی به نام واردان سوم مامیکونیان، مرزبان ارمنستان ایران بود. 

## زندگی‌نامه
او یکی از اعضای خاندان سورن و از خوییشان شاه ساسانی، خسرو یکم (انوشیروان) بود. او از مقامی ممتاز برخوردار بود و هزاربِد ارمنستان ایران شد و پس از آن هم در سال ۵۶۴ به جایگاه مرزبانی استان ارمنستان ایران گماشته شد و جای ورازدات را گرفت. در دوران او، اشراف ارمنی به دو دسته بخش شده بودند، یکی دستهٔ ملی که توسط خانواده مامیکونیان رهبری می‌شدند و یکی هم دستهٔ هواداران ساسانیان که خاندان سیونیا آن را رهبری می‌کرد. چهرویشنسپ نه تنها با مسیحیان ارمنی که گمان آن می‌رفت پنهانی با بیزانسی‌ها دست‌به‌یکی کرده‌باشند، با خشونت رفتار کرد، بلکه این کار را با دیگر مسیحیان ارمنستان نیز انجام داد. او با سوءاستفاده از دستور شاه، ارمنیان مسیحی را آزار داد و یک آتشکده هم در پایخت انجا دوین بنیان نهاد. این کارها مایه‌ای شد برای یک شورش گسترده در پایان سال ۵۷۱ یا آغاز سال ۵۷۲ که بدست واردان سوم مامیکونیان رهبری می‌شد. در ۲۳ فوریه ۵۷۲، شورشیان ارمنی، با کامیابی دوین را گرفتند و چهرویشنسپ کهم کشته شد.